# Gilles Carrez
Gilles Carrez (Parigi, 29 agosto 1948) è un politico francese.
È stato membro dell'Assemblea Nazionale francese, in rappresentanza della quinta circoscrizione della Val-de-Marne, dal 1993 al 2022. Non si è ricandidato alle elezioni legislative francesi del 2022.
È laureato presso l'HEC Paris e l'ENA.

## Posizioni politiche
Carrez è l'autore della legge Carrez del 1996, che obbliga il venditore di un lotto (o frazione di lotto) in un condominio a menzionare specificamente la superficie in tutti i documenti relativi all'immobile venduto.
In risposta a una legge del 2019 che autorizzava la vendita della quota di controllo del governo in Groupe ADP, Carrez ha sostenuto un'iniziativa interpartitica che chiedeva un referendum per abrogare la legge, citando preoccupazioni per la perdita di entrate e influenza del governo.

## Controversia
Nell'ottobre 2014, Carrez fu scoperto per aver evaso per tre anni l'imposta di solidarietà francese sul patrimonio (ISF) applicando una detrazione fiscale del 30% su una delle sue abitazioni. Tuttavia, in precedenza aveva convertito l'abitazione in una SCI, una società a responsabilità limitata privata da destinare alla locazione. La detrazione del 30% non si applica ai patrimoni SCI. Una volta scoperto questo, Carrez dichiarò: "Se le autorità fiscali ritengono che io debba pagare l'imposta sul patrimonio, non mi opporrò". All'epoca, Carrez era uno degli oltre 60 parlamentari francesi che si battevano con gli uffici delle imposte per dichiarazioni patrimoniali "sospette".